# Plan incliné de Krasnoïarsk

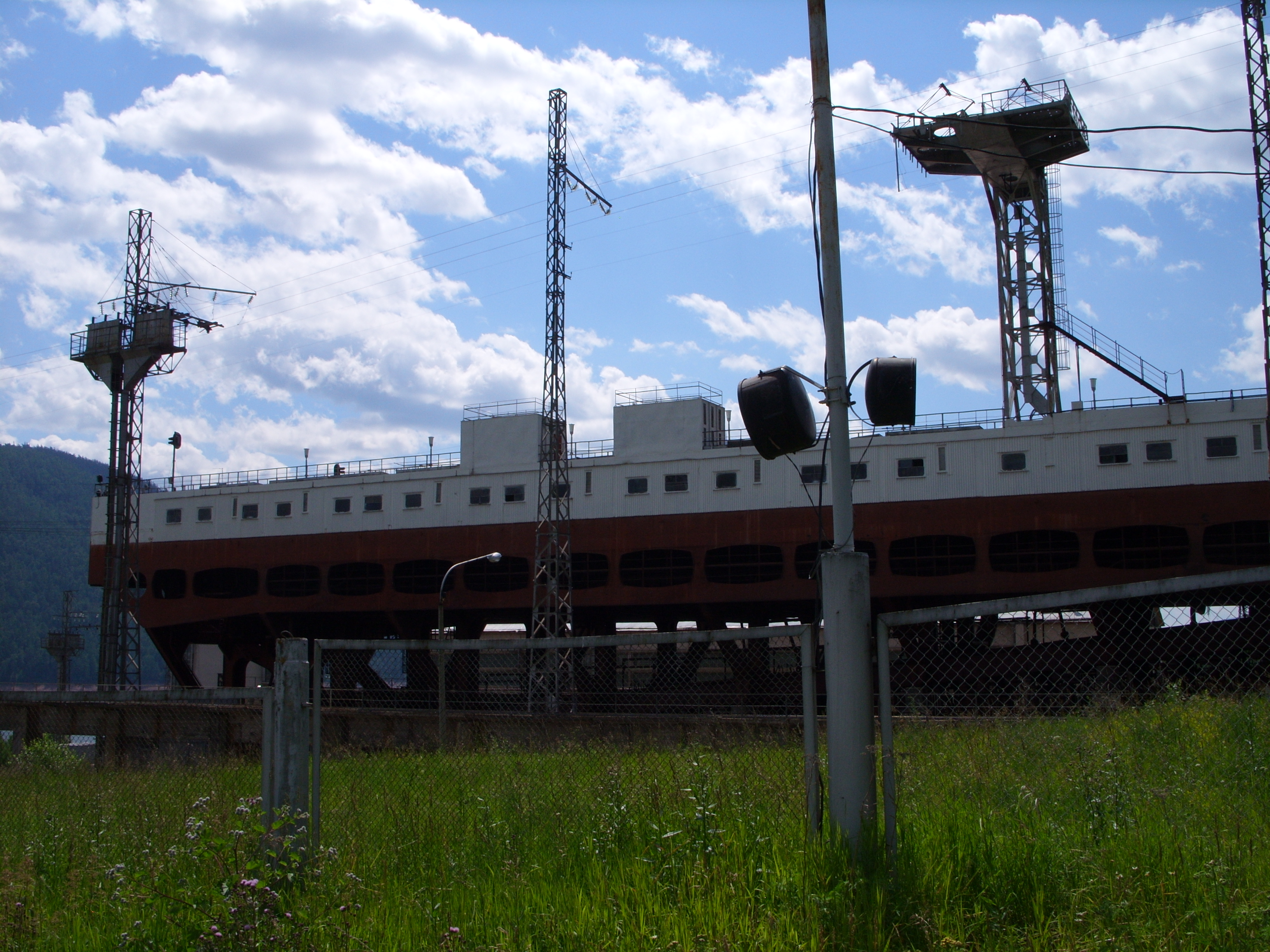
Plan incliné de Krasnoïarsk

Le plan incliné de Krasnoïarsk (en russe : Судоподъёмник Красноярской ГЭС) est un ascenseur à bateaux situé à Krasnoïarsk, en Russie, au niveau du barrage de Krasnoïarsk, sur le fleuve Iénisseï. Il se trouve en rive gauche du fleuve, à côté du barrage hydroélectrique.
Ce barrage se situe à quelques kilomètres en amont de Krasnoïarsk, près de la ville de Divnogorsk. Ce barrage est la principale source d'électricité de la ville et a permis le développement de l'usine d'aluminium Rusal.
Le plan incliné permet de monter ou descendre d'un bief à l'autre des bateaux au gabarit de 2 000 tonnes sur un dénivelé d'environ 100 mètres. L'ouvrage comprend un seul bac (poids à charge pleine : 6 720 tonnes). Ce bac est automoteur, et se meut donc sans contrepoids ni câble. À la fin du parcours, il se retourne sur une plateforme pivotante pour présenter sa  partie ouverte vers la sortie.